# Talas (Kirguistán)
Talas (en kirguís: Талас шаары) es una pequeña ciudad en el noroeste de Kirguistán, situada a lo largo del valle Chuy, entre dos cadenas montañosas. Es la sede administrativa de la provincia de Talas. Al sur del valle Besh-Tash aledaño al parque nacional del mismo nombre.

## Historia
En 751 no muy lejos de este lugar aconteció la batalla de Talas, entre árabes y chinos. La ciudad fue fundada en 1877 por colonos rusos y ucranianos. En el lugar de un antiguo asentamiento, del Imperio Turco Oriental, al noreste del valle Talas, en la margen izquierda del río homónimo a una altitud de 1280 m s. n. m. y fue llamado históricamente como Dmitrievka. En 1944 se le concedió el estatus de ciudad.

## Manas

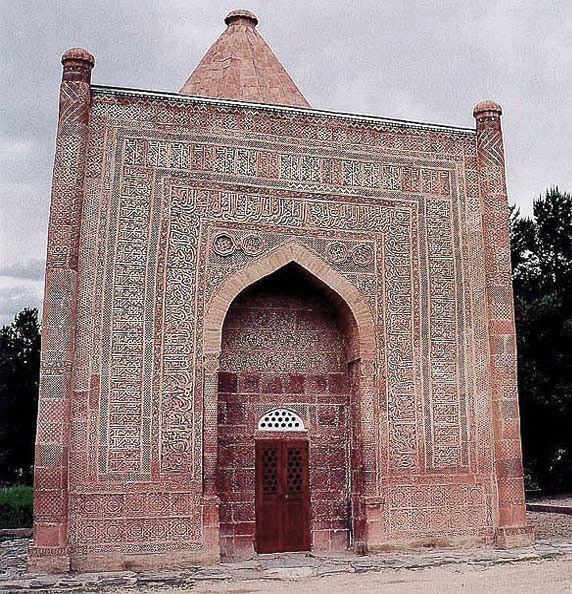
Mausoleo de Talas.

El mítico héroe nacional kirguis, Manas. Se dice que nació en las montañas Alatau en el óblast. A pocos kilómetros de la ciudad de Talas se encuentra un mausoleo, supuestamente el de Manas, llamado el Kümböz Manas. Sin embargo, la inscripción de la fachada ricamente decorada dedicada a «... la más gloriosa de las mujeres Kenizek-Khatun, la hija del emir Abuka». La leyenda versa que la esposa de Manas, Kanikey, ordenó deliberadamente la talla en piedra sobre la falsa inscripción con el fin de engañar a los enemigos de su esposo y evitar la profanación de su cuerpo. El edificio, conocido como Manastin Khumbuza o El Ghumbez de Manas, se cree que fue construido en 1334. Actualmente alberga un museo dedicado a la memoria del héroe épico. También se encuentra cerca de allí un montículo ceremonial.

## Clima
| Parámetros climáticos promedio de Talas (1991-2020) | Parámetros climáticos promedio de Talas (1991-2020) | Parámetros climáticos promedio de Talas (1991-2020) | Parámetros climáticos promedio de Talas (1991-2020) | Parámetros climáticos promedio de Talas (1991-2020) | Parámetros climáticos promedio de Talas (1991-2020) | Parámetros climáticos promedio de Talas (1991-2020) | Parámetros climáticos promedio de Talas (1991-2020) | Parámetros climáticos promedio de Talas (1991-2020) | Parámetros climáticos promedio de Talas (1991-2020) | Parámetros climáticos promedio de Talas (1991-2020) | Parámetros climáticos promedio de Talas (1991-2020) | Parámetros climáticos promedio de Talas (1991-2020) | Parámetros climáticos promedio de Talas (1991-2020) |
| Mes                                                 | Ene.                                                | Feb.                                                | Mar.                                                | Abr.                                                | May.                                                | Jun.                                                | Jul.                                                | Ago.                                                | Sep.                                                | Oct.                                                | Nov.                                                | Dic.                                                | Anual                                               |
| --------------------------------------------------- | --------------------------------------------------- | --------------------------------------------------- | --------------------------------------------------- | --------------------------------------------------- | --------------------------------------------------- | --------------------------------------------------- | --------------------------------------------------- | --------------------------------------------------- | --------------------------------------------------- | --------------------------------------------------- | --------------------------------------------------- | --------------------------------------------------- | --------------------------------------------------- |
| Temp. máx. abs. (°C)                                | 18.8                                                | 24.6                                                | 28.0                                                | 34.0                                                | 34.7                                                | 37.2                                                | 40.1                                                | 37.5                                                | 36.1                                                | 32.4                                                | 28.2                                                | 20.3                                                | 40.1                                                |
| Temp. máx. media (°C)                               | 2.6                                                 | 4.1                                                 | 10.4                                                | 17.0                                                | 22.0                                                | 26.7                                                | 28.7                                                | 27.8                                                | 23.4                                                | 17.3                                                | 9.9                                                 | 4.2                                                 | 16.2                                                |
| Temp. media (°C)                                    | -4.2                                                | -2.4                                                | 3.7                                                 | 10.1                                                | 15.2                                                | 19.5                                                | 21.3                                                | 19.8                                                | 14.7                                                | 8.8                                                 | 2.5                                                 | -2.5                                                | 8.9                                                 |
| Temp. mín. media (°C)                               | -9.5                                                | -7.6                                                | -1.7                                                | 3.9                                                 | 8.3                                                 | 12.2                                                | 13.7                                                | 12.0                                                | 6.9                                                 | 2.1                                                 | -2.8                                                | -7.5                                                | 2.5                                                 |
| Temp. mín. abs. (°C)                                | -31.7                                               | -35.0                                               | -24.0                                               | -10.5                                               | -7.8                                                | 2.3                                                 | 5.4                                                 | -0.5                                                | -3.6                                                | -13.4                                               | -32.2                                               | -30.0                                               | -35.0                                               |
| Precipitación total (mm)                            | 15                                                  | 20                                                  | 33                                                  | 55                                                  | 47                                                  | 32                                                  | 16                                                  | 12                                                  | 14                                                  | 23                                                  | 27                                                  | 19                                                  | 313                                                 |
| Días de precipitaciones (≥ 1 mm)                    | 4.4                                                 | 4.6                                                 | 7.3                                                 | 8.0                                                 | 8.1                                                 | 5.2                                                 | 4.1                                                 | 1.8                                                 | 2.5                                                 | 5.0                                                 | 5.0                                                 | 4.0                                                 | 60                                                  |
| Humedad relativa (%)                                | 67                                                  | 70                                                  | 72                                                  | 66                                                  | 60                                                  | 55                                                  | 51                                                  | 50                                                  | 51                                                  | 58                                                  | 66                                                  | 67                                                  | 61.1                                                |
| Fuente n.º 1: Погода и климат                       |                                                     |                                                     |                                                     |                                                     |                                                     |                                                     |                                                     |                                                     |                                                     |                                                     |                                                     |                                                     |                                                     |
| Fuente n.º 2: Deutscher Wetterdienst                |                                                     |                                                     |                                                     |                                                     |                                                     |                                                     |                                                     |                                                     |                                                     |                                                     |                                                     |                                                     |                                                     |